# سوکوماری
سوکوماری (انگلیسی: Sukumari; ۶ اکتبر ۱۹۴۰ – ۲۶ مارس ۲۰۱۳) هنرپیشه سینما مالایالم و سینما تامیل اهل هند بود.
از فیلم‌ها یا برنامه‌های تلویزیونی که وی در آن نقش داشته‌است می‌توان به بن جانسون، پریا، رویاهای هفت رنگ، شکارچی، دوست، منجی، خیلی خیلی دور، علاءالدین و چراغ جادو، حریم خصوصی، میان من و او، چاندرا لکها، بالرام در مقابل تاراداس، پامال کی.سامباندام، مرد خوش‌تیپ، موسیقی راک، غرور کاذب، راه شیری، هزار چشم، نادوگانگی، از فصل اول، گل آتش، رابطه، روزها و شب‌ها، معنی، چاتاکاری(۱۹۷۴)، چاتاکاری(۲۰۱۲) و آبهیمانیو اشاره کرد.
وی همچنین برندهٔ جوایزی همچون جایزه ملی فیلم بهترین بازیگر نقش مکمل زن شده‌است.